# Herbasse
Herbasse – rzeka w południowo-wschodniej Francji, płynąca przez teren departamentów Isère oraz Drôme. Ma długość 39,98 km. Stanowi prawy dopływ rzeki Isère. 

## Geografia
Herbasse ma źródła w lesie Chambaran, w gminie Roybon. Rzeka generalnie płynie w kierunku południowo-zachodnim. Uchodzi do Isère między Beaumont-Monteux a Granges-les-Beaumont, kilka kilometrów na zachód od miasta Romans-sur-Isère. 
Herbasse płynie na terenie dwóch departamentów, w tym na obszarze 11 gmin: 
IsèreRoybon
DrômeValherbasse, Saint-Laurent-d'Onay, Crépol, Le Chalon, Margès, Charmes-sur-l'Herbasse, Saint-Donat-sur-l'Herbasse, Clérieux, Granges-les-Beaumont, Beaumont-Monteux

## Dopływy
Herbasse ma opisanych 13 dopływów o długości powyżej 2 km. Są to:
| - Limone - Valéré - Merdaret - Verne - Valet - Torrent de Chaloray - Egouté | - Chalon - Ruisseau de Fontanis - Vonière - Chénard - Ruisseau Chaix - Ruisseau de la Combe du Pertuis |